# قلعة بعرين
تقع قلعة بعرين غربي حماة بـ 40 كم على الطريق الواصل بين مصياف وحمص، في الجمهورية العربية السورية.

## تاريخ بناءها
بنيت في القرن العاشر الميلادي على أساس قلعة بيزنطية، ولكن بنائها الأساسي كان أقدم لأن هناك مؤشرات قوية في محيط القلعة تنبئ بأنها من الرومان، لكن حتى الآن لا يمكن البت في معرفة ذلك بسبب الحالة التي منيت يها القلعة.

## أقسام القلعة
- الخندق : عمقه يزيد عن 10 أمتار وقد حفر بشكل حاد من الطرف المتصل بجدران القلعة.
- الأسوار والأبراج : يلف القلعة سور عريض مبني من الحجر البازلتي والكلسي من النوع الكبير من جهات القلعة الأربعة. وهناك عددًا من الأبراج المربعة بنيت جميعها من الأحجار الكبيرة تبرز من هذا السور مستندة على التسفيح المائل من الشرق والشمال والجنوب وبرج دائري من الغرب يطل على الخندق المحيط .
- القلعة العليا الداخلية.
- القلعة السفلية.
- السكن العثماني.